# Multiple Document Interface
Az Multiple document interface (több dokumentumos felület, MDI) az olyan grafikus alkalmazásokat jelöli, amelyben az alkalmazáshoz tartozó ablakok egyetlen főablakon belül helyezkednek el (néhány kivételtől eltekintve), ellentétben az SDI, vagyis egy dokumentumos felülettel, ahol a különböző ablakok függetlenek egymástól. Hosszú viták alakultak ki az eltérő módok használhatóságáról, illetve hogy mely esetekben hasznosabb az egyik vagy a másik mód. Az alkalmazások sok esetben egy keverék megoldást alkalmaztak, például a Microsoft megváltoztatta az Office szövegszerkesztő felületét SDI-ről MDI-re, majd később mégis visszaállt az eredeti SDI-re. A megvalósítás módja ugyancsak változik a különböző fejlesztésekben.
Az MDI általános elterjedését gátolja – sőt, sok esetben szükségtelenné teheti – a grafikus felületeken futó alkalmazások közötti egységes adatcserék elterjedése. Az Office példájánál maradva: ma már nem kell egy Word-ben vagy Excelben lennünk ahhoz, hogy adatainkat a bennük megnyitott dokumentumok között kicseréljük. Lehetséges egy Excel tábla átmásolása Wordbe, majd onnan DreamWeaverbe, megpakolva esetleg néhány Photoshopban készült képpel.

## Előnyök
Az MDI alapvető előnye, hogy a rendszer felhasználója egyazon egységen (dokumentumon, adathalmazon, feladaton, lekérdezésen stb.) képes több nézőpontból dolgozni. Ezek a nézőpontok (melyeket egy-egy új ablak jelenít meg) akár ugyanazon, akár teljesen más adatok megjelenítését teszik lehetővé más-más aspektusokból.
Néhány példa
Szöveg- vagy kiadványszerkesztőkben – mint a korábban is említett Word – lehetséges több dokumentumon is egyszerre dolgozni, oldalakat kiemelve áttekinteni.
Fejlesztői környezetben a programozó a forrásfájlokat, a vizuális szerkesztőt, a lekérdezéseket vagy a konfigurációs beállításokat könnyen szerkesztheti párhuzamosan, azokat között könnyen válthat.
Elemző vagy jelentéskészítő eszközöknél a felhasználó a készülő vagy elemzés alatt álló adatokat több szempont szerint értékelheti egyszerre.

## Hátrányok
A behatárolt dokumentumtér, a feleslegesen elfoglalt hely az ablakok fejlécei által vagy a sokszor kényelmetlen elhelyezkedés, az ablakok közötti sokszor problémás szinkronizáció – ergonómiai és fejlesztői okokból az MDI alkalmazások egyre speciálisabb területekre kerülnek csak be.

## Alkalmazások
- Adobe Photoshop, ImageReady
- Microsoft Visual Studio 6.0, 2003, 2005
- Opera
- Avant Browser